# Jasutaka Učijama
Jasutaka Učijama (japonsky: 内山 靖崇,Učijama Jasutaka; * 5. srpna 1992 Sapporo) je japonský profesionální tenista. Ve své dosavadní kariéře na okruhu ATP Tour vyhrál jeden deblový turnaj. Na challengerech ATP a okruhu ITF získal do září 2019 jedenáct titulů ve dvouhře a jedenáct ve čtyřhře.
Na žebříčku ATP byl ve dvouhře nejvýše klasifikován v  červenci 2019 na 139. místě a ve čtyřhře pak v srpnu 2018 na 108. místě. Trénuje ho Kentaró Masuda. Připravuje se v Tokiu a Barceloně.
V japonském daviscupovém týmu debutoval v roce 2013 čtvrtfinálem 1. skupiny zóny Asie a Oceánie proti Indonésii, v níž vyhrál dvouhru a s Item také čtyřhru. Japonci zvítězili 5:0 na zápasy. Do listopadu 2019 v soutěži nastoupil k dvanácti mezistátním utkáním s bilancí 2–1 ve dvouhře a 3–9 ve čtyřhře.

## Tenisová kariéra
V rámci hlavních soutěží událostí okruhu ITF debutoval v říjnu 2009, když na turnaji v Kašiwě postoupil z kvalifikace. Ve čtvrtfinále dvouhry podlehl Tchawanci Tsung-hua Jangovi. Premiérový singlový titul na challengerech si odvezl z kjótského turnaje v lednu 2017. Ve finále přehrál slovinského, stosedmdesátého hráče žebříčku Blaže Kavčiče. Druhou trofej si odvezl z challengeru Keio Challenger 2018 v Jokohamě po výhře nad krajanem Tacumou Item. 
V rámci okruhu ATP Tour debutoval na říjnovém Rakuten Japan Open Tennis Championships 2011 v Tokiu, kde s Američanem Donaldem Youngem obdrželi divokou kartu do čtyřhry. V úvodním kole je vyřadila čtvrtá nasazená, česko-slovenská dvojice František Čermák a Filip Polášek. První singlový zápas na okruhu odehrál na Malaysian Open, Kuala Lumpur 2015, na němž prošel kvalifikačním sítem. V prvním utkání dvouhry však skončil na raketě Radka Štěpánka.
Do premiérového finále na túře ATP postoupil ve čtyřhře Rakuten Japan Open Tennis Championships 2017, do níž zasáhl po boku krajana Bena McLachlana. Ve čtvrtfinále vyřadili nejvýše nasazené Jeana-Juliena Rojera s Horiou Tecăuem. V boji o titul pak za 1.32 hodin přehráli favorizované britsko-brazilské turnajové dvojky Jamieho Murrayho s Brunem Soaresem po dvousetovém průběhu. Bodový zisk jej 9. října 2017 posunul na nové kariérní maximum, 133. místo deblového žebříčku ATP.
Debut v hlavní soutěži nejvyšší grandslamové kategorie zaznamenal v mužském singlu Wimbledonu 2019 po zvládnuté tříkolové kvalifikaci. V úvodním kole však nenašel recept na Američana Tennyse Sandgrena, jemuž podlehl po čtyřsetovém průběhu.

## Finále na okruhu ATP Tour
| Legenda                   |
| D – dvouhra; Č – čtyřhra  |
| Grand Slam (0)            |
| Turnaj mistrů (0)         |
| ATP Tour Masters 1000 (0) |
| ATP Tour 500 (1–0 Č)      |
| ATP World Tour 250 (0)    |

### Čtyřhra: 1 (1–0)
| Stav  | č. | datum        | turnaj          | povrch | spoluhráč     | soupeři ve finále         | výsledek      |
| ----- | -- | ------------ | --------------- | ------ | ------------- | ------------------------- | ------------- |
| Vítěz | 1. | . října 2017 | Tokio, Japonsko | tvrdý  | Ben McLachlan | Jamie Murray Bruno Soares | 6–4, 7–6(7–1) |

## Finále na challengerech ATP
| Legenda                    |
| -------------------------- |
| Challengery (3–2 D; 3–7 Č) |

### Dvouhra: 5 (3–2)
| Stav      | č. | datum             | turnaj                   | povrch      | soupeř ve finále | výsledek      |
| --------- | -- | ----------------- | ------------------------ | ----------- | ---------------- | ------------- |
| Finalista | 1. | 2. srpna 2015     | Lexington, Spojené státy | tvrdý       | John Millman     | 3-6, 6-3, 4-6 |
| Vítěz     | 1. | 26. února 2017    | Kjóto, Japonsko          | koberec (h) | Blaž Kavčič      | 6–3, 6–4      |
| Vítěz     | 2. | 4. března 2018    | Jokohama, Japonsko       | tvrdý       | Tacuma Itó       | 2–6, 6–3, 6–4 |
| Vítěz     | 3. | 9. září 2018      | Čang-ťia-kang, Čína      | tvrdý       | Jason Jung       | 6–2, 6–2      |
| Finalista | 3. | 28. července 2019 | Granby, Kanada           | tvrdý       | Ernesto Escobedo | 4–6, 6–7(5–7) |

### Čtyřhra: 10 (1–7)
| Stav      | č. | datum              | turnaj                | povrch      | spoluhráč      | soupeři ve finále                       | výsledek              |
| --------- | -- | ------------------ | --------------------- | ----------- | -------------- | --------------------------------------- | --------------------- |
| Finalista | 1. | 19. srpna 2012     | Karši, Uzbekistán     | tvrdý       | Brydan Klein   | Lee Sin-han Pcheng Sien-jin             | 6–7(5–7), 6–4, [4–10] |
| Finalista | 2. | 12. května 2013    | Kunming, Čína         | tvrdý       | Go Soeda       | Samuel Groth John-Patrick Smith         | 4–6, 1–6              |
| Vítěz     | 1. | 26. ledna 2014     | Maui,Spojené státy    | tvrdý       | Denis Kudla    | Daniel Kosakowski Nicolas Meister       | 6–3, 6–2              |
| Vítěz     | 2. | 23. listopadu 2014 | Tojota, Japonsko      | koberec (h) | Tošihide Macui | Bumpei Sató Jang Tsung-hua              | 7–6(8–6), 6–2         |
| Finalista | 3. | 1. března 2015     | Kjóto, Japonsko       | koberec (h) | Go Soeda       | Benjamin Mitchell Jordan Thompson       | 3–6, 2–6              |
| Finalista | 4. | 12. dubna 2015     | Saint-Brieuc, Francie | tvrdý (h)   | Andriej Kapaś  | Grégoire Burquier Alexandre Sidorenko   | 3–6, 4–6              |
| Finalista | 5. | 21. února 2016     | Kjóto, Japonsko       | koberec (h) | Go Soeda       | Kung Mao-sin I Čchu-chuan               | 3–6, 6–7(7–9)         |
| Finalista | 6. | 18. června 2016    | Blois, Francie        | antuka      | Kung Mao-sin   | Alexander Satschko Simon Stadler        | 3–6, 6–7(2–7)         |
| Vítěz     | 3. | 12. listopadu 2017 | Kóbe, Japonsko        | tvrdý       | Ben McLachlan  | Džívan Nedunčežijan Christopher Rungkat | 4–6, 6–3, [10–8]      |
| Finalista | 7. | 25. února 2018     | Kjóto, Japonsko       | koberec (h) | Go Soeda       | Luke Saville Jordan Thompson            | 3–6, 7–5, [6–10]      |